# Roberto Corrêa
Roberto Corrêa (Campina Verde, 1957) é um violeiro, compositor e pesquisador musical brasileiro, radicado em Brasília, Distrito Federal.

## Carreira
Roberto Corrêa é descendente de uma[família de violeiros. Iniciou-se na música ainda criança, através do violão, instrumento que abandonou anos mais tarde para dedicar-se exclusivamente à viola. Radicado em Brasília desde 1975, graduou-se em Física e Música pela UnB. 

### Violeiro
Em mais de vinte anos de carreira, Roberto Corrêa lançou 15 discos e apresentou a viola caipira e a viola de cocho nas diversas regiões brasileiras e em 29 países. Por várias vezes representou o Brasil, a convite do Itamaraty, em programas de difusão da cultura brasileira no exterior. Realizou recitais em importantes salas de concerto internacionais como o Konzerthaus (Viena), Beijing Concert Hall (Pequim) e Haus der Kulturen der Welt (Berlim). 

### Compositor e intérprete
Como compositor, Roberto Corrêa vem contribuindo para formação do repertório da viola, especialmente solista. Sua música, embora vinculada às tradições musicais interioranas, frequentemente é associada à contemporaneidade e à erudição. Também compôs trilhas sonoras originais para a TV Globo e a TV Cultura e para espetáculos teatrais.
Como intérprete, explora as potencialidades do instrumento com virtuosismo técnico. Corrêa desenvolveu técnicas próprias para a viola, sistematizou a técnica de violeiros tradicionais e publicou o mais completo método para ensino e estudo da viola caipira.

### Pesquisador e professor
Como pesquisador das tradições musicais do Brasil, realizou, além de trabalhos independentes, pesquisas com o apoio do CNPq, do INF/Funarte e do MinC.. Publicou, entre outros trabalhos, o livro Viola Caipira (Musimed, 1983), o primeiro no Brasil sobre o instrumento; e o livro A Arte de Pontear Viola (Ed. do Autor, 2000), no qual apresenta seu método para o ensino e a aprendizagem da viola, e sua pesquisa sobre as tradições do instrumento no Brasil. Realizou e dirigiu projetos que resultaram na publicação de CDs com registro de documentos musicais da cultura popular tradicional brasileira.
Roberto Corrêa é professor pesquisador da Escola de Música de Brasília, onde passou a lecionar em 1985.

### Reconhecimento
Foi tema do documentário Roberto Corrêa – A Tradição da Viola, da TV SESC / SENAC, e teve sua trajetória, sua obra e suas atuações veiculadas em programas especiais da TV Cultura (Programa Ensaio), do Canal Rural, da TV Câmara e da TV Senado. Atuou como colaborador da revista Globo Rural, entre 2000 e 2002, escrevendo artigos sobre o universo cultural caipira, na coluna Raízes. Foi Curador Regional (Centro-Oeste) do Projeto Rumos Musicais do Itaú Cultural (2000/ 2001); Curador do Projeto Tocadores – Homem, terra, música e cordas (Olaria, 2002 / Patrocínio Petrobras); e Consultor do Projeto Viola Instrumental Brasileira (Artviva, 2006 / Patrocínio Petrobras).

## Dias atuais
Em 2007, Roberto Corrêa lançou o documentário musical Modinhas de Goiás, resultado de pesquisas que coordenou nas cidades de Goiás, Pirenópolis e Goiânia. Corrêa também assina a direção do vídeo ao lado de Juliana Saenger. Em 2008 Roberto lança o CD Antiqüera, onde a Orquestra à Base de Corda, de Curitiba, convida o violeiro como solista e interpreta suas composições em arranjos próprios. Roberto Corrêa está finalizando o seu novo CD solo Temperança, e se prepara para mais dois novos projetos em discos.

## Obras publicadas

### Música

#### Individual
- Viola caipira – Um pequeno concerto (Discoban, 1988). LP relançado em CD pela RGE (1998) e pela Kuarup (2000). Produzido por J.C. Botezelli – Pelão.
- Viola andarilha (Viola Corrêa, 1989). LP inédito em CD. Produzido por Roberto Corrêa.
- Viola caipira – Brazil (Internationales Institut für Vergleichende Musikstudien/ Unesco/ Traditional Music of the World 1, 1989). Produzido por Max Peter Baumann e Tiago de Oliveira Pinto.
- Uróboro (Viola Corrêa, 1994). Produzido por Roberto Corrêa.
- Crisálida (Viola Corrêa, 1996). Produzido por Roberto Corrêa.
- Extremosa-rosa (Viola Corrêa, 2002). Produzido por Roberto Corrêa e Juliana Saenger.

#### Parceria
- Marvada viola – Ao Capitão Furtado (Funarte, 1987). Com Rolando Boldrin, Sivuca, Maurício Carrilho, Zé Mulato & Cassiano, João Lyra & Adelmo Arcoverde. LP relançado em CD em 1997 (Atração/ Acervo Funarte). Produzido por Hermínio Bello de Carvalho.
- Voz & Viola (RGE, 1996). Com Inezita Barroso. Produzido por J.C. Botezelli – Pelão.
- Drummond de Andrade (JCB, 1989). Com Lima Duarte. LP inédito em CD. Produzido por J.C. Botezelli – Pelão.
- Caipira de fato (RGE, 1997). Com Inezita Barroso. Produzido por J.C. Botezelli – Pelão.
- No sertão – Viola & Cordas (Kuarup, 1998). Com Mauro Rodrigues e Quinteto de Cordas. Produzido por Nestor Sant’Anna.
- Esbrangente (Viola Corrêa/ Vai Ouvindo, 2003). Com Badia Medeiros e Paulo Freire. Produzido por Roberto Corrêa, Paulo Freire e Juliana Saenger.
- Antiqüera – Orquestra à Base de Corda convida Roberto Corrêa (ICAC / Viola Corrêa, 2007). Com Orquestra à Base de Corda. Produzido por João Egashira.
- "Violas de Bronze" (2009). Com Siba Veloso.

#### Especial
- Brasil Musical (Tom Brasil/ Série Instrumental Banco do Brasil, 1997). CD ao vivo, dividido com Renato Andrade. Produzido por André Geraissati e Solon Siminovich.

- A música brasileira deste século por seus autores e intérpretes – Roberto Corrêa (Sesc São Paulo/ JCB, 2003). Registro do programa Ensaio da TV Cultura, dirigido por Fernando Faro. Produzido por J.C. Botezelli – Pelão.

#### Participação
- Villa-Lobos (JCB, 1987). Faixa 5, lado A: O trenzinho do caipira. LP inédito em CD. Produzido por J.C. Botezelli – Pelão.
- Nino Rota por solistas brasileiros (JCB, 1991). Faixa 2: La dolce vita. LP relançado em CD pela Kuarup (2000). Produzido por J.C. Botezelli – Pelão.
- Solistas brasileiros (JCB, 1996). Faixa 6: Tristeza do jeca. Produzido por J.C. Botezelli – Pelão.
- Violeiros do Brasil (Núcleo Contemporâneo, 1998). Gravado ao vivo durante projeto homônimo do Sesc São Paulo, em 1997. Com outros violeiros. Produzido por Benjamim Taubkin.

#### Produção
- Meu céu (Velas, 1997). De Zé Mulato & Cassiano.
- Navegante das Gerais (Velas, 1999). De Zé Mulato & Cassiano.

#### Teatro
- Brasis – Viola, prosa e verso. De Ary Pára-Raios e Roberto Corrêa. Direção musical e interpretação. Brasília, 1984.
- Cara-de-Bronze. De Guimarães Rosa. Direção de Marcos Fayad. Trilha original e direção musical. Goiânia, 1999.
- Romances – Um fabulário do Brasil. De Roberto Corrêa, Juliana Saenger e Ary Pára-Raios. Direção de Ary Pára-Raios. Direção musical. Brasília, 2000.
- Rosanegra – Uma saga sertaneja. De Carmem Moretzsohn. Direção de Hugo Rodas. Trilha original e direção musical. Brasília, 2002.

### Pesquisa e ensino

#### Direção musical
- Cururu e outros cantos das festas religiosas – MT (INF/Funarte, 1988). LP inédito em CD.
- Sertão Ponteado – Memórias musicais do Entorno do DF (Viola Corrêa, 1998). Série Cultura Popular Viola Corrêa.
- Folia de Reis Irmãos Vieira – Tradições musicais do Noroeste de Minas (Viola Corrêa, 2002). Série Cultura Popular Viola Corrêa.
- Cantos de festa e de fé – Tradições musicais paranaenses (Secretaria de Estado de Cultura do Paraná, 2002).
- Badia Medeiros – Um mestre do sertão (Viola Corrêa, 2004). Série Cultura Popular Viola Corrêa.
- Folia de Reis – Tradição e fé (VBS Produções, 2005). CD duplo. Patrocínio: Petrobras
- Reinado do Rosário de Itapecerica MG – Da festa e dos mistérios (Associação do Rosário de Itapecerica/ Viola Corrêa, 2005). CD duplo. Série Cultura Popular Viola Corrêa. Patrocínio: Petrobras

#### Livros
- Viola caipira (Musimed, 1983). Reeditado pela Viola Corrêa em 1989.
- Viola de cocho (Instituto Nacional do Folclore/ Funarte, 1988). Com Elizabeth Travassos.
- Folia de Reis de Uberaba (Arquivo Público de Uberaba, 1997).
- A arte de pontear viola (Edição do Autor, 2000). Reeditado pela Viola Corrêa em 2002.
- Tocadores – Homem, terra, música e cordas (Olaria, 2002.). Com Lia Marchi e Juliana Saenger. Patrocínio: Petrobras
- Composições para viola caipira (Edição do Autor, 2004).

#### Vídeo
- Viola caipira (CPCE-UnB, 1992). Direção musical.
- Modinhas de Goiás – documentário musical (COEPI, Viola Corrêa, Sinhá Produções, 2007). Pesquisa e direção musical.